# Halina Głuszkówna

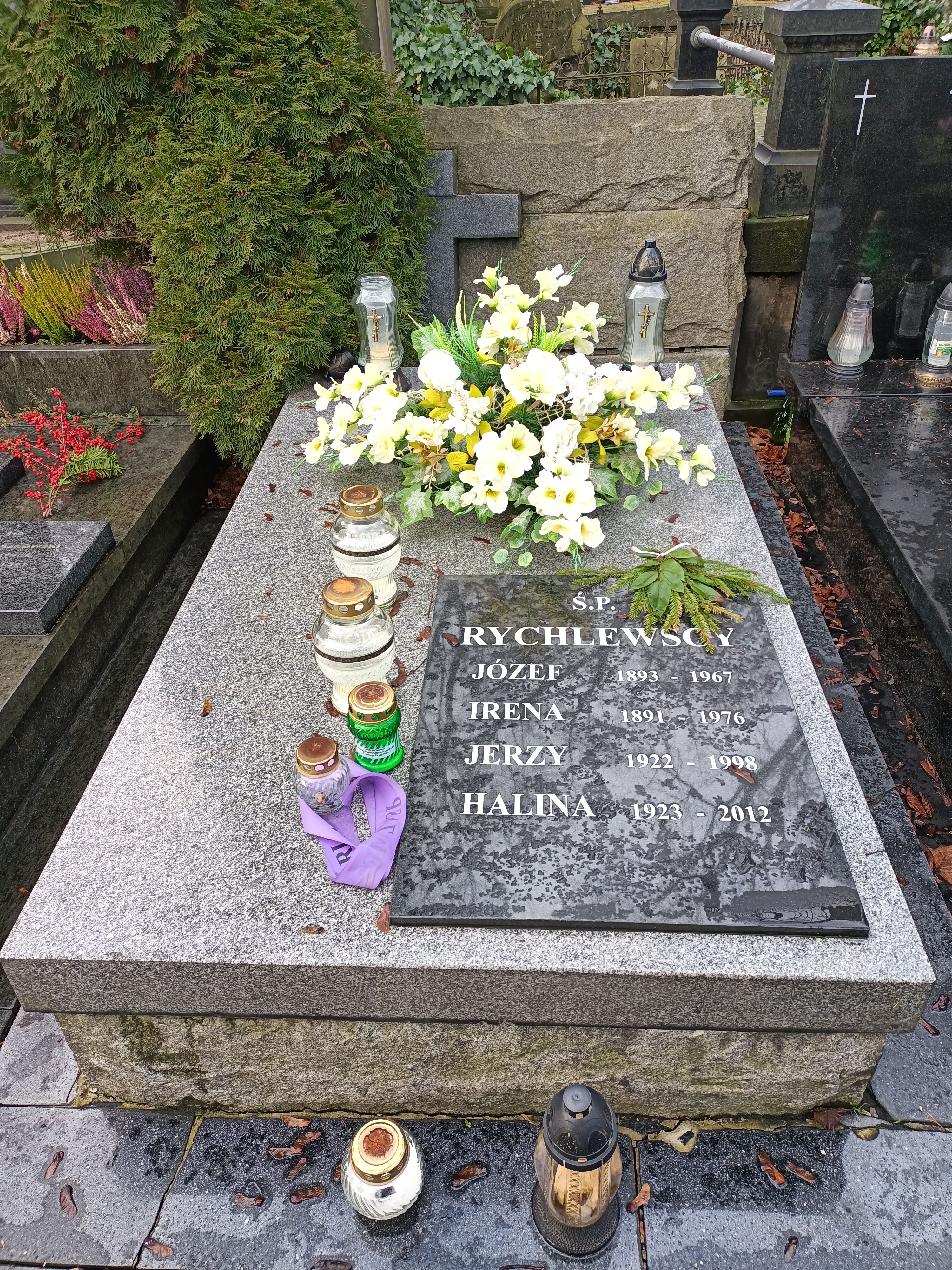
Nagrobek Haliny Rychlewskiej na Cmentarzu Powązkowskim

Halina Głuszkówna (wł. Eugenia Rychlewska) (ur. 3 stycznia 1923 w Warszawie, zm. 25 listopada 2012 tamże) – polska aktorka.
Zadebiutowała na scenie 19 lipca 1947, przez dwa lata występowała w Teatrze Kameralnym Domu Żołnierza w Łodzi. W 1949 wróciła do Warszawy i przez pierwsze trzy lata była związana z Teatrem Narodowym im. Wojska Polskiego, a następnie od 1953 do 1989 występowała w Teatrze Syrena. 
Przez wiele lat grała postać Wandy Janiakówny-Repetowskiej w powieści radiowej „W Jezioranach”.

## Filmografia
- Ostatni etap, jako dyrygent orkiestry;
- Powrót, rola aktorska,
- Za wami pójdą inni, jako znajoma Janki,
- Zaczarowany rower, rola aktorska,
- Kim jest ten człowiek, jako pani Leokadia, właścicielka pensjonatu w Złocieniu,
- Zaproszenie, jako znajoma Anny,
- Lucyna, jako matka Lucyny;
- Gorzka miłość, jako Zielińska.